# Fosforylering
Fosforylering betyder tilføjning af en fosfat-gruppe, PO43−
til et organisk molekyle. Fosforylering og den modsatte reaktion, defosforylering, er regulerende processer, der bl.a. tænder og slukker mange enzymer og andre proteiners aktivitet. Proteinfosforylering spiller derfor en stor rolle i mange cellulære processer, se f.eks. tau-protein, signaltransduktion og cellestofskifte.
I 1992 fik Edmond H. Fischer og Edwin G. Krebs Nobelprisen i fysiologi eller medicin for deres opdagelser vedrørende reversibel proteinphosphorylering som en biologisk reguleringsmekanisme.

## Fotofosforylering
I den livsbetingende reaktion i planternes kloroplaster kaldet fotosyntesen fosforyleres ADP af enzymet ATP-syntase til ATP med energi fra sollyset.

## Oxidativ fosforylering
Med kemisk energi foregår der en såkalde ”oxidativ fosforylering” af ADP til ATP i mitokondrierne.

## Substratfosforylering
ATP er også syntetiseret ved ”substratfosforylering” eller ”substrat-niveau-fosforylering”gennem glykolysen.
Fosforyleringen af sukkermolekyler er ofte første trin på vejen til deres nedbrydning. Fosforyleringen tillader celler at akkumulere sukkermolekyler, da fosfatgruppen forhindrer molekylet i at forlade cellen.

## Proteinfosforylering
Reversibel fosforylering af proteiner er en vigtig reguleringsmekanisme i både prokaryote og eukaryote organismer. Proteinkinaser fosforylerer proteiner og fosfataser defosforylerer proteiner. Mange enzymer og receptorers aktivitet tændes og slukkes ved forforylering og defosforylering.
Fosforylering er en meget almindeligt forekommende reaktion og undersøgelser antyder at op til 30 eller 50% af alle proteiner kan fosforyleres. Den reversible fosforylering resulterer i konformationsændringer der ændrer den molekylære struktur mellem en aktiv og en inaktiv form.
Signaltransduktionen omfatter kaskader af fosforyleringsreaktioner der involverer receptortyrosinkinase og andre proteinkinaser. Et eksempel på en sådan kaskade er MAPK-kaskaden, hvor MAP står for mitogen-aktiveret protein og K står for kinase: MAPKKKK fosforylerer MAPKKK der fosforylerer MAPKK der fosforylerer MAPK der er involveret i reguleringen af meiose, mitose og differentiering.
Proteinfosforylering er blot en af mange posttranslationelle modifikationer eller postsyntetiske modifikationer som regulerer proteiners aktivitet.

### Cellulære reguleringsmekanismer
- Overordnet kontrol af kroppens homeostase gennem osmosereguleringen ved fosforylering af natrium-kalium-pumpen
- Hæmning af enzymer
- Aktivering af enzymer
- Regulerer protein-protein-reaktioner gennem “domæner”
- Regulerer proteinnedbrydningen gennem ubiquitin/proteasome-reaktionerne